# Хилал Хемед Хилал
Хилал Хамед Хилал (свах. Hilal Hemed Hilal; Дар ес Салам, 12. јул 1994) танзанијски је пливач чија специјалност су спринтерске трке слободним и делфин стилом. Вишеструки је национални првак и рекордер, учесних светских и афричких првенстава и танзанијски олимпијац са Игара у Рију 2016. године. 

## Спортска каријера
Хилал је дебитовао на међународној сцени на светском првенству у малим базенима у Дубаију 2010. где није успео да оствари неке запаженије резултате. Три године касније, у Барселони 2013, по први пут је наступио на светском првенству у великим базенима, учествујући од тада редовно на свим светским првенствима — у Казању 2015, Будимпешти 2017. и Квангџуу 2019. године. На светским првенствима никада није остварио пласман изнад 63. места, што му је уједно и навећи успех у каријери (постигнут у Будимпешти на 50 делфин).
Хилал је учествовао на Летњим олимпијским играма 2016. у Рију као члан олимпијске делегације Танзаније. Такмичио се у квалификацијама трке на 50 слободно, које је окончао на 49. месту у конкуренцији 85 такмичара из 72 земље. Хилал је своју квалификациону трку испливао у времену новог националног рекорда од 23,70 секунди.